# Сак Юрій Миколайович
Сак Юрій Миколайович (*3 січня 1967, Запоріжжя, УРСР) — український футбольний тренер, у минулому — гравець збірної України з футболу, низки радянських, українських та російських футбольних клубів. Грав на позиціях півзахисника та захисника. Нині — футбольний тренер.

## Кар'єра гравця
Розпочав кар'єру футболіста у команді «Торпедо» з рідного Запоріжжя у 1986 році. Під час служби у Збройних Силах СРСР протягом 1988—1990 років виступав за команду СКА (Одеса), після чого лишився в Одесі, де до 1997 року з невеликою перервою захищав кольори «Чорноморця».
У 1997—1999 роках виступав за маріупольський «Металург» та російський клуб «Крила Рад» з Самари, після чого ще на півсезона повернувся до Одеси. Кар'єру гравця завершив у київській «Оболоні», у складі якої виступав протягом 2000—2003 років.
Гравець найпершого складу національної збірної України — брав участь у дебютній грі української збірної проти команди Угорщини 29 квітня 1992 року. Усього у складі головної футбольної команди України провів 10 зустрічей, відзначився одним забитим голом (у ворота збірної Болгарії у товариській зустрічі 3 червня 1994 року, нічия 1:1).

## Тренерська кар'єра
По завершенні ігрової кар'єри працював на тренерських посадах у низці команд українського чемпіонату, зокрема у «Кривбасі» та «Ворсклі». У 2008 році обіймав посаду головного тренера у друголіговій команді «Гірник-Спорт» (перша половина сезону 2008—2009).
З січня 2009 року входив до тренерського штабу кіровоградської «Зірки». У липні 2010 року був представлений як один з тренерів друголігового ФК «Суми».

## Досягнення
- Володар Кубка України 1992;
- Срібний призер Чемпіонату України 1994—1995 та Чемпіонату України 1995—1996;
- Бронзовий призер Чемпіонату України 1992—1993.